# Speedy (Band)
Speedy ist eine deutsche Rockband aus Heidelberg, die hauptsächlich als Teeny-Band in den frühen 1980er Jahren bekannt war.

## Geschichte
Die Band wurde 1980 von den Schülern Jürgen Dittler, Oliver Maier, Hilmar Moser und Ralf Kurz gegründet. Im selben Jahr wurden sie von Musikmanager Rüdiger Eck (Pseudonym Roger Glenmore) entdeckt, der die vier Schüler dem Musiker und Fotografen Didi Zill, vorstellte, welcher noch Anfang desselben Jahres die erste Single, eine Coverversion des Liedes Glad All Over von The Dave Clark Five, produzierte. Im April 1980 erschien die Single erneut, nur mit dem Unterschied, dass sich jetzt Glad All Over auf der B-Seite befand und die vorherige B-Seite Willy Is Back nun die A-Seite darstellte. Mit der Single Willy Is Back war Speedy ab 5. September 1980 auch auf der Leinwand in der Wörthersee-Komödie Zärtlich aber frech wie Oskar zu sehen, welche zwischen dem 10. Juni und dem 4. Juli 1980 gedreht worden war. Außerdem trat die Gruppe 1980 und 1981 im deutschen Fernsehen auf. So waren sie mehrfach in der Musiksendung Disco und 1981 in der Sendung Schüler-Express (Folge „Ferien 81“ mit dem Titel Fight Like A Fighter) zu sehen.
Im Jahr 2020, 40 Jahre nach der Gründung, starten Speedy ihr Comeback mit einer Neuaufnahme des Liedes Willy Is Back.
2021 veröffentlichte die Plattenfirma ZYX in Kooperation mit GC-Records das Album Much too young to Rock`n`Roll neu, allerdings mit zwei zusätzlichen Songs (Hurt my feelings und All right now) als CD, LP und auf Download- und Streamingportale weltweit.

## Diskografie

### Alben
- 1981: Much too Young to Rock’n’Roll
- 2021: Much too Young to Rock’n’Roll (Neuveröffentlichung mit zwei weiteren Songs)

### Singles
- 1980: Glad All Over
- 1980: Willy Is Back
- 1981: Much too Young to Rock’n’Roll
- 1981: Heroes Never Win
- 1982: Hurt My Feelings / All Right Now
- 2020: Willy Is Back 2020